# Cavanillesia (revista)
Cavanillesia, Rerum Botanicarum Acta (abreviado Cavanillesia) fue una revista ilustrada con descripciones botánicas editada en España. Se publicó en Barcelona desde el año 1928 hasta 1938.